# Amanda America Dickson
Pour les articles homonymes, voir Dickson.
Amanda America Dickson, née le 20 ou 21 novembre 1849 et morte le 11 juin 1893, est une socialite mulâtre en Géorgie. Née en esclavage, elle est l'enfant de David Dickson, propriétaire de plantation, et de Julia Frances Lewis Dickson, l'une de ses esclaves. Quand il a 40 ans, David Dickson viole Julia Dickson, 12 ans, et elle donne ensuite naissance à Amanda America Dickson quand elle a 13 ans. Elizabeth Sholars Dickson, sa grand-mère blanche et propriétaire, l'élève et elle bénéficie d'une vie privilégiée loin des dures réalités de l'esclavage. Elle devient l'une des femmes afro-américaines les plus riches du XIXe siècle après la mort de son père en 1885, date à laquelle elle hérite de son patrimoine, qui comprend 17 000 acres de terre dans le Comté de Hancock et le Comté de Washington en Géorgie.

## Jeunesse et éducation

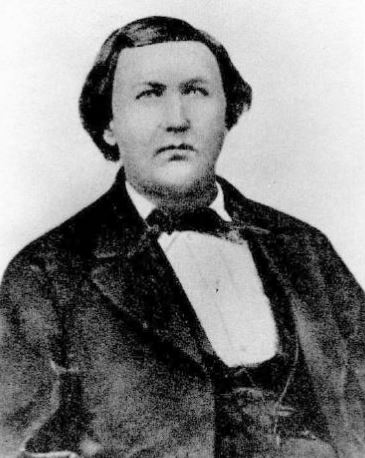
David Dickson

Amanda America Dickson naît le 20 ou 21 novembre 1849.  Au moment de sa naissance, son père, David Dickson, est l'un des huit planteurs les plus riches du Comté de Hancock, en Géorgie. Après avoir été sevrée, elle est enlevée à sa mère, Julia Frances Lewis Dickson, et à sa grand-mère maternelle, Rose Dickson, pour être élevée dans le foyer de sa grand-mère blanche et propriétaire, Elizabeth Sholars Dickson.
Tout au long de son enfance, son père s'enrichit et devient plus célèbre, reconnu pour ses techniques agricoles innovantes et réussies. David Dickson prouve que les paysans pouvaient profiter du travail des esclaves sans avoir recours à la violence pour les maintenir dans la soumission. En 1861, il est connu sous le nom de « Prince of Georgia Farmers », ayant peut-être contribué plus que tout autre agriculteur de Géorgie à l'époque à la prospérité de la région. Amanda America bénéficie largement du statut socioéconomique favorable et des relations que son père a acquises, ce qui lui permet de vivre une vie de privilège en tant qu'enfant.
Le père d'Amanda comble son enfant d'amour et d'affection. Sa mère esclave, Julia Frances Lewis Dickson, a été faite femme de ménage de David et il a continué une relation sexuelle avec elle pendant des années. Les indices suggèrent que David Dickson a pris en charge l'éducation d'Amanda. Dans la maison de sa grand-mère blanche, elle apprend à lire, à écrire et à jouer du piano, contrairement à ce qui est permis pour ses parents maternels réduits en esclavage. Amanda apprend également  les règles de l'étiquette sociale appropriées au statut social du côté paternel de la famille. Elle apprend à s'habiller de façon sobre et élégante et à se présenter comme une "dame". Amanda apprend également de son père comment effectuer des transactions commerciales de façon responsable et comment maintenir et protéger ses finances après le mariage.
En 1864, la grand-mère blanche d'Amanda, Elizabeth Sholars Dickson, meurt. Amanda et sa grand-mère Elizabeth avaient une relation particulièrement étroite, Amanda passant une grande partie de son temps de qualité dans la chambre de sa grand-mère. Pourtant, malgré cette relation spéciale, Amanda est restée l'esclave de sa grand-mère blanche jusqu'à la mort d'Elizabeth. À partir de 1801, il était illégal pour un esclavagiste de libérer des esclaves en Géorgie. Par conséquent, Elizabeth et David Dickson n'avaient aucun moyen d'affranchissement d'Amanda et de la garder avec eux dans la Géorgie jusqu'au treizième amendement de la Constitution des États-Unis, qui abolit l'esclavage et la servitude involontaire, soit ratifié le 6 décembre 1865. À l'âge de vingt-sept ans, Amanda America choisi de quitter la sécurité de sa maison dans la plantation de son père dans le comté de Hancock, en Géorgie, pour fréquenter l'école normale de l'Université d'Atlanta de 1876 à 1878.

## Mariages

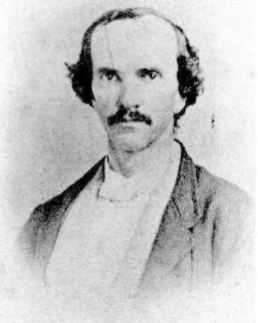
Charles Eubanks

En 1866, à l'âge de seize ans, Amanda America quitte son domicile dans la plantation de son père, s'est installée dans une petite plantation du comté de Floyd en Géorgie, près de la ville de Rome, et a épousé (ou vécu comme si elle était mariée à) Charles Eubanks, son cousin germain blanc qui était un ancien combattant de la guerre civile. En raison des lois contre le métissage en Géorgie à l'époque, Amanda America et Charles, en tant que couple interracial, ne pouvaient pas se marier légalement en Géorgie. Par conséquent, soit ils ne se sont jamais officiellement mariés, soit ils se sont mariés hors de l'État avant de retourner en Géorgie (mais il n'existe aucune preuve de mariage légal). Ils ont eu deux fils: Julien Henry (1866-1937) et Charles Vert (1870–c. 1900). Ces fils épouseraient ensuite des membres éminents de la société géorgienne. Julian Henry a épousé Eva Walton, la fille de George Walton, qui est crédité d'être l'un des signataires de la Déclaration d'Indépendance. Charles Green a épousé Kate Holsey, la fille de l'évêque Lucius et Harriet Holsey. Après quatre ans de mariage (ou de vie de couple marié avec Charles Eubanks), Amanda quitte son mari et retourne à la plantation de son père en 1870, peu après avoir donné naissance à son deuxième fils, Charles Green. Charles Eubanks meurt quelques années plus tard, le 31 juillet 1873, un jour avant le décès de la seule femme de David Dickson, Clara Harris Dickson.
Le 14 juillet 1892, Amanda America épouse son deuxième mari, Nathan Toomer de Perry, la Géorgie, devenant légalement Amanda America Dickson Toomer. Nathan Toomer était aussi un homme métis riche et instruit, étant l'enfant d'une femme noire esclave, Kit, et d'un riche frère Toomer blanc qui s'était installé dans le comté de Houston, en Géorgie, dans les années 1850. Il a été l'assistant personnel du colonel Henry Toomer lorsqu'il était jeune homme et, à ce titre, il a pu apprendre les manières de respectables messieurs blancs. Leur mariage a été de courte durée, étant donné la mort d'Amanda le 11 juin 1893, onze mois après leur mariage.

## Héritage de David Dickson
Lorsque David Dickson meurt subitement le 18 février 1885, Amanda America Dickson hérite de la majorité de son vaste domaine, qui comprenait 17 000 acres de terre. Dans son testament, il est dit que sa succession a été laissée à son "jugement sain et discrétion illimitée" sans ingérence de quiconque, y compris de son mari. Dans ce qui est devenu l'affaire David Dickson Will Case, soixante-dix-neuf parents blancs de David Dickson ont contesté le testament devant les tribunaux, principalement en soutenant que David Dickson n'était pas sain d'esprit lorsqu'il a rédigé le testament, qu'il a été "indûment influencé" par Amanda America et Julia Dickson, et qu'Amanda America n'était pas son enfant.
Le 6 juillet 1885, le juge des successions R. H. Lewis se prononce en faveur du testament. En novembre 1885, le procès devant la Cour supérieure du comté de Hancock commença, et la décision finale se rangea du côté d'Amanda America et de ses deux fils. Puis, en mars 1886, les parents blancs ont interjeté appel devant la Cour suprême de Géorgie. Le 11 octobre 1886, le juge en chef James Jackson et les juges adjoints Samuel Hall et Mark Blanford ont entendu l'affaire à la suite de l'appel. James Jackson a exprimé sa ferme conviction contre le maintien du testament, en disant : "Je préférerais mourir à ma place plutôt que de maintenir le testament". Quelques jours plus tard, il est tombé malade d'une pneumonie et meurt. Le juge Logan E. Bleckley a comblé sa vacance et a ensuite refusé d'entendre à nouveau l'affaire. Les juges associés Samuel Hall et Mark Blanford sont restés pour rendre la décision concernant la question de savoir si les parents blancs recevraient un nouveau procès. Finalement, huit mois plus tard, le 13 juin 1887, Samuel Hall et Mark Blanford de la Cour suprême de Géorgie ont également statué en faveur d'Amanda America et de ses deux fils, réglant formellement le litige du testament de David Dickson. Citant le quatorzième amendement à la constitution des États-Unis, la Cour suprême de Géorgie a confirmé la décision du tribunal inférieur, affirmant que les droits et privilèges d'une femme noire et de ses enfants seraient les mêmes que ceux d'une concubine blanche ou d'une femme blanche illégitime et de ses enfants. Ainsi, les mêmes lois régissent les droits et privilèges des femmes des deux races.

## Vie à Augusta en Géorgie

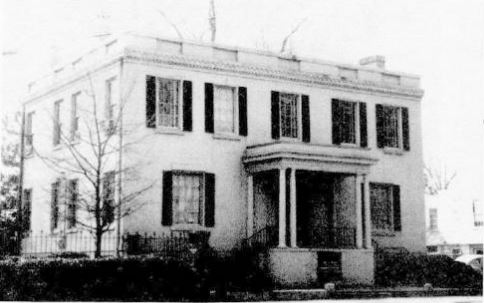
La maison d'Amanda America à Augusta.

La mort de son père, David Dickson, le 18 février 1885 est un tournant décisif dans la vie d'Amanda America. Immédiatement après sa mort, elle a pris des mesures pour se protéger légalement. Aussi, en partie pour se distancer de ses parents blancs mécontents que David Dickson avait laissés hors de son testament, elle s'est installée à Augusta, en Géorgie, une ville qui lui était familière. Elle arrive à Augusta en 1886 et a acheté une grande maison de sept chambres à coucher au 452 Telfair Street, qui se trouvait dans un quartier multiracial. Amanda America vivait dans une société dans laquelle les Géorgiens blancs considéraient les citoyens noirs comme les mêmes (sans distinction de classe), indépendamment de l'éducation, de la richesse et de l'étiquette sociale. Néanmoins, elle est devenue membre de l'élite de la communauté noire d'Augusta, en Géorgie, et elle était tenue en haute estime par ceux qui la connaissaient en raison de sa richesse, de son élégance et de son intelligence.

## Un calvaire familial
Amanda America Dickson a passé les onze derniers mois de sa vie comme épouse de Nathan Toomer, de Perry, en Géorgie, qu'elle a épousé le 14 juillet 1892. Sa santé était fragile tout au long de son deuxième mariage, car elle avait plusieurs problèmes de santé qui nécessitaient l'attention continue de son médecin de famille, Thomas D. Coleman.
En 1893, la santé d'Amanda America s'était grandement améliorée, mais une épreuve familiale troublante serait le catalyseur de la détérioration de sa santé et de sa mort. Son fils cadet, Charles Dickson, vingt-trois ans, marié à Kate Holsey, s'est entiché de Mamie Toomer, une de ses belles-sœurs qui n'avait que quatorze ans. Le 10 mars 1893, Nathan et Amanda amenèrent Mamie à l'école St. Francis School and Convent à Baltimore dans le Maryland, un ordre de religieuses noires, dans le but de la protéger de l'affection malavisée de Charles Dickson. Charles Dickson a conspiré avec son beau-frère Dunbar Walton, sa belle-sœur Carrie Walton Wilson et un homme de main d'œuvre, Louis E. Frank, pour enlever Mamie Toomer. Leur plan a été déjoué, et finalement, Dunbar Walton, Louis E. Frank, et leur avocat, E. J. Waring, ont été inculpés par le grand jury de Baltimore, Maryland, pour conspiration en vue de kidnapper Mamie Toomer. Charles Dickson s'est échappé sans aucune conséquence juridique pour ses actions.

## Mort
En juin 1893, avec le drame de l'enlèvement (impliquant Mamie Toomer, Charles Dickson et les complices de Charles Dickson) derrière eux, Nathan et Amanda America ont acheté deux billets de première classe d'un représentant de la Pullman Company pour les transporter de Baltimore, dans le Maryland, à Augusta, en Géorgie. En raison de la discrimination raciale, on leur a refusé l'hébergement en première classe et le voyage direct et sans entraves à Augusta, en Géorgie. Le retard du voyage jusqu'à Augusta et les conditions dans la voiture Pullman, notamment la hausse de la température, sont devenus intolérables pour Amanda America. En conséquence, sa santé s'est rapidement détériorée. Le Dr F. D. Kendall, qui l'a examinée le matin du 9 juin 1893, a noté que son cœur et ses poumons semblaient aller bien, mais qu'elle était manifestement très nerveuse et impatiente de rentrer chez elle. Le Dr Kendall lui a donné un anodyne, un médicament pour soulager la douleur.
Nathan et Amanda America, très malade, arrivèrent chez eux à Augusta, en Géorgie, entre quatre et cinq heures de l'après-midi du 9 juin 1893. Elle a rapidement été soignée par le Dr Eugene Foster, à la place de leur médecin de famille, Thomas D. Coleman, qui était à l'extérieur de la ville. On lui a diagnostiqué une neuroasthénie (épuisement général du système nerveux) ou la maladie de Beard. Les symptômes de la neuroasthénie, tels que décrits par les médecins du XIXe siècle, comprennent "les maux de tête, les bruits dans l'oreille, la voix atonique, un contrôle mental déficient, les mauvais rêves, l'insomnie, la dyspepsie nerveuse (troubles de la digestion), lourdeur de la longe et des membres, bouffées vasomotrices, palpitations, douleurs vagues et névralgie volante (douleur le long d'un nerf), irritation spinale, irritabilité utérine, impuissance, impuissance, désespoir, claustrophobie et crainte de contamination.". Amanda America Dickson Toomer est décédée le 11 juin 1893 (ou 11 juillet 1893), les "complications de maladies" étant la cause de décès figurant sur son certificat de décès.
Les funérailles d'Amanda America Dickson Toomer ont eu lieu à la Trinity Colored Methodist Episcopal Church à Augusta, en Géorgie. Amanda America est décédée sans testament, ce qui a donné lieu à une bataille juridique après sa mort pour le contrôle de sa succession. Sa mère, Julia Frances Lewis Dickson, et son deuxième mari, Nathan Toomer, ont tous deux demandé au tribunal d'être désignés administrateur temporaire de sa succession. En fin de compte, Julia Dickson, Nathan Toomer et le fils cadet d'Amanda America, Charles Dickson, ont réussi à régler à l'amiable et à l'amiable le différend concernant la succession d'Amanda America.
Neuf mois après sa mort, Nathan Toomer a épousé Nina Pinchback, la fille de P. B. S. Pinchback,  le sénateur élu deépoque de la Reconstruction de la Louisiane. Le 26 décembre 1894, ils deviennent les parents de Jean Toomer, un écrivain de la Renaissance de Harlem qui a écrit le roman Cane (1923).

## Représentation dans la culture populaire
A House Divided (2000) est le téléfilm qui relate la vie d'Amanda America Dickson. Il met en vedette Jennifer Beals dans le rôle d' Amanda America Dickson, Sam Waterston dans le rôle de David Dickson, LisaGay Hamilton dans le rôle de Julia Frances Lewis Dickson, et Shirley Douglas dans le rôle d'Elizabeth Sholars Dickson.